# Grand Prix automobile du Brésil 1978
Résultats du Grand Prix automobile du Brésil de Formule 1 1978 qui a eu lieu sur le circuit de Jacarepagua à Rio de Janeiro le 29 janvier 1978.

## Classement
| Pos  | N° | Pilote             | Écurie             | Tours | Temps/Abandon      | Grille | Points |
| ---- | -- | ------------------ | ------------------ | ----- | ------------------ | ------ | ------ |
| 1    | 11 | Carlos Reutemann   | Ferrari            | 63    | 1 h 49 min 59 s 86 | 4      | 9      |
| 2    | 14 | Emerson Fittipaldi | Fittipaldi-Ford    | 63    | +49 s 13           | 7      | 6      |
| 3    | 1  | Niki Lauda         | Brabham-Alfa Romeo | 63    | +57 s 02           | 10     | 4      |
| 4    | 5  | Mario Andretti     | Lotus-Ford         | 63    | +1 min 33 s 12     | 3      | 3      |
| 5    | 17 | Clay Regazzoni     | Shadow-Ford        | 62    | +1 tour            | 15     | 2      |
| 6    | 3  | Didier Pironi      | Tyrrell-Ford       | 62    | +1 tour            | 19     | 1      |
| 7    | 9  | Jochen Mass        | ATS-Ford           | 62    | +1 tour            | 20     |        |
| 8    | 2  | John Watson        | Brabham-Alfa Romeo | 61    | +2 tours           | 21     |        |
| 9    | 26 | Jacques Laffite    | Ligier-Matra       | 61    | +2 tours           | 14     |        |
| 10   | 36 | Riccardo Patrese   | Arrows-Ford        | 59    | +4 tours           | 18     |        |
| 11   | 27 | Alan Jones         | Williams-Ford      | 58    | +5 tours           | 8      |        |
| Abd. | 25 | Héctor Rebaque     | Lotus-Ford         | 40    | Pilote épuisé      | 22     |        |
| Abd. | 12 | Gilles Villeneuve  | Ferrari            | 35    | Sortie de piste    | 6      |        |
| Abd. | 8  | Patrick Tambay     | McLaren-Ford       | 34    | Sortie de piste    | 5      |        |
| Abd. | 7  | James Hunt         | McLaren-Ford       | 25    | Sortie de piste    | 2      |        |
| Abd. | 16 | Hans-Joachim Stuck | Shadow-Ford        | 25    | Alimentation       | 9      |        |
| Abd. | 20 | Jody Scheckter     | Wolf-Ford          | 16    | Accident           | 12     |        |
| Abd. | 6  | Ronnie Peterson    | Lotus-Ford         | 15    | Collision          | 1      |        |
| Abd. | 22 | Danny Ongais       | Ensign-Ford        | 13    | Freins             | 23     |        |
| Abd. | 30 | Brett Lunger       | McLaren-Ford       | 11    | Surchauffe moteur  | 13     |        |
| Abd. | 4  | Patrick Depailler  | Tyrrell-Ford       | 8     | Accident           | 11     |        |
| Abd. | 18 | Rupert Keegan      | Surtees-Ford       | 5     | Accident           | 24     |        |
| Abd. | 23 | Lamberto Leoni     | Ensign-Ford        | 0     | Transmission       | 17     |        |
| Np.  | 10 | Jean-Pierre Jarier | ATS-Ford           |       | Non partant        | 16     |        |
| Nq.  | 37 | Arturo Merzario    | Merzario-Ford      |       | Non qualifié       |        |        |
| Nq.  | 32 | Eddie Cheever      | Theodore-Ford      |       | Non qualifié       |        |        |
| Nq.  | 19 | Vittorio Brambilla | Surtees-Ford       |       | Non qualifié       |        |        |
| Nq.  | 24 | Divina Galica      | Hesketh-Ford       |       | Non qualifié       |        |        |

Légende :
- Abd.=Abandon

## Pole position et record du tour
- Pole position : Ronnie Peterson en 1 min 40 s 45 (vitesse moyenne : 180,305 km/h).
- Tour le plus rapide : Carlos Reutemann en 1 min 43 s 07 au 35e tour (vitesse moyenne : 175,721 km/h).

## Tours en tête
- Carlos Reutemann : 63 (1-63)

## À noter
- 6e victoire pour Carlos Reutemann.
- 69e victoire pour Ferrari en tant que constructeur.
- 69e victoire pour Ferrari en tant que motoriste.
- 1re victoire pour le manufacturier de pneumatiques Michelin.
- 1er Grand Prix pour l'écurie Arrows.
- 1er et unique podium pour l'écurie Fittipaldi Automotive.